# Pasayangan
Pasayangan is een bestuurslaag in het regentschap Kuningan van de provincie West-Java, Indonesië. Pasayangan telt 1850 inwoners (volkstelling 2010).